# Georgi Konstantinowitsch Gumilewski
Georgi Konstantinowitsch Gumilewski (russisch Георгий Константинович Гумилевский; * 5. Mai 1902 in Saratow, Russisches Kaiserreich; † 27. April 1975 in Baku, Aserbaidschanische SSR) war ein sowjetischer Theater- und Film-Schauspieler.

## Leben und Leistungen
Georgi Gumilewski verlor bereits im Jahr 1904 seine Mutter, der im Post- und Fernmeldewesen tätige Vater verstarb 1911 an Tuberkulose.
Nach dem Besuch der dreiklassigen Pfarrschule arbeitete Gumilewski ab 1917 zunächst als Bote und nach einem Jahr als Angestellter für ein Binnenschifffahrtsunternehmen in seiner Geburtsstadt. Nach der Oktoberrevolution war er für den Komsomol tätig und schloss sich 1919 der Roten Armee an. Im selben Jahr trat er außerdem der Kommunistischen Partei Russlands (B) bei, seine Mitgliedschaft endete jedoch 1925 aufgrund ausbleibender Mitgliedsbeiträge. Ab 1922 war Gumilewski zudem für drei Jahre bei der Sowjetischen Marine in Baku aktiv, sein Aufgabenfeld war hier die Zusammenarbeit der Seestreitkräfte mit dem Komsomol. Parallel dazu besuchte er in den Jahren 1924 und 1925 eine Schauspielschule in der aserbaidschanischen Hauptstadt, wo Wladimir Wladimirowitsch Sladkopewzew sein Lehrer war.
Anschließend trat der Nachwuchsdarsteller etwa ein Jahr am Theater Чайка (Tschaika, dt.: Möwe) auf, in dem auch Ölarbeiter aus Baku und Grosny Amateuraufführungen gaben. 1927 wechselte er an das Bakuer Arbeitertheater und verblieb hier bis 1936. In dieser Zeit spielte Gumilewski mehr als 50 Rollen, u. a. in Голос недр (Golos nedr) von Wladimir Naumowitsch Bill-Belozerkowski, Первая конная (Perwaja konnaja) von Wsewolod Witaljewitsch Wischnewski, Темп (Temp) und Светите, звёзды (Swetite swjosdy) von Iwan Kondratjewitsch Mikitenko sowie Любовь Яровая (Ljubow Jarowaja) von Konstantin Andrejewitsch Trenjow. 1935 überreichte ihm das Zentrale Exekutivkomitee der Aserbaidschanischen SSR in Anerkennung seiner künstlerischen Leistungen eine Ehrenurkunde.
Aufgrund der Erkrankung seiner Frau war 1936 jedoch ein Wechsel nach Kostroma notwendig, wo Gumilewski für drei Jahre am dortigen Dramatheater auftrat. Hier spielte er u. a. Lenin in Nikolai Fedorowitsch Pogodins Человек с ружьём (Tschelowek s ryschjom), trat mit Оптимистическая трагедия (Optimistitscheskaja tragedija) in einem weiteren Stück Wsewolod Wischnewskis auf und war in Парижский тряпичник (Parischski trjapitschnik) nach einem Werk Pascal Pias zu sehen. Zu den bekanntesten Dramenaufführungen unter seiner Beteiligung zählten jedoch Viel Lärm um nichts von William Shakespeare sowie Ostrowskis Mädchen ohne Mitgift und Die schuldlos Schuldigen. 1940 zog Gumilewski nach Moskau und trat bis ins darauffolgende Jahr am Zentralen Kindertheater auf. Von 1942 bis 1944 gehörte er dem Mossowjet-Theater an, infolge seiner Verpflichtung durch das Mosfilmstudio erhielt Gumilewski jedoch im Januar 1945 einen Vertrag beim Staatstheater der Kinodarsteller. Hier war er u. a. in Ostrowskis Armut ist kein Laster und Флаг адмирала (Flag admirala) von Alexander Petrowitsch Stein zu sehen. 1959 entließ ihn die Theaterleitung wegen des Vorwurfs der nicht eingehaltenen Arbeitsdisziplin.
Im Film war Gumilewski seit 1943 präsent, sein Debüt gab er in dem ein Jahr zuvor produzierten Musikfilm Актриса (Aktrisa) von Leonid Trauberg. In Pantoffelchen (1945) von Nadeschda Koschewerowa und Michail Grigorjewitsch Schapiro wurde er erstmals in den Credits geführt. Während dieser Zeit spielte er auch kleine Rollen in mehreren Filmbiografien und in dem sehr erfolgreichen Kriegsfilm Смелые люди (Smelyje ljudi, 1950). Des Weiteren bediente Gumilewski das Genre des Märchenfilms (Mainacht, 1952), des Theaterfilms (Завтрак у предводителя, Sawtrak u predwoditelja, 1953, nach Iwan Turgenew), der Filmkomödie (Верные друзья, Wernyje drusja, 1954), des Sozialdramas (Зелёные огни, Seljonyje ogni, 1955) und des Revolutionsfilms (Степан Кольчугин, Stepan Koltschugin, 1957, nach Wassili Grossman). Gumilewski war 46 Mal vor der Kamera aktiv, stets in Neben- und Statistenrollen. Er galt als typischer Darsteller volkstümlicher Charaktere, die sowohl mürrisch als auch humoristisch wirken. Sein letztes Engagement hatte er in dem zweiteiligen Sozialdrama Die Stille (1964), einer Adaption von Juri Bondarews Roman Тишина (Tischina).
Im Mai 1963 zog Gumilewski nach Baku und setzte sich dort zur Ruhe. Wenige Tage vor seinem 73. Geburtstag starb er in seiner Wahlheimat und wurde auch vor Ort beigesetzt.

## Filmografie (Auswahl)
- 1944: Iwan der Schreckliche I (Iwan Grosny)
- 1945: Pantöffelchen (Tscherewitschki)
- 1946: Admiral Nachimow
- 1947: Der Chirurg Pirogow (Pirogow)
- 1950: Beherrscher der Luft (Schukowski)
- 1951: Goldener Sommer (Schtschedroje leto)
- 1952: Mainacht (Maiskaja notsch, ili utoplenija)
- 1954: Reise mit Hindernissen (Wernye drusja)
- 1954: Herz ohne Liebe (Anna na scheje)
- 1954: Feuertaufe (Schkola muschestwa)
- 1955: Spuren im Schnee (Sledy na snjegu)
- 1958: Ich sag's Dir mit Musik (Matros s komety)
- 1958: Freundchen (Druschok)
- 1963: Der blinde Vogel (Slepaja ptiza)
- 1964: Die Stille (Tischina)